# 望果节
望果节（藏語：འོང་སྐོར，威利转写：'ong skor，“望”藏語：འོང་ཁ，威利转写：'ong kha，意为“田野”、“田地”；“果”藏語：སྐོར，威利转写：skor，意为“转圈”、“巡游”；“望果”意为巡游田野。）是藏族农业区的节日。一般在每年的七月中的某一天举行（一般由寺院的喇嘛根据各地庄稼的成熟期，来定）。藏族地区的人们在田野间祈祷佛菩萨保佑此年能顺利收割、获得丰收。

## 望果节的起源
西藏各地区地理条件差异巨大，不同地区的望果节举行的日期也不尽相同。

根据《苯教历算法》中的记载：望果节的风俗形成于公元一、二世纪布德贡杰赞普时期。当时，西藏山南雅砻地区的雅砻部落已开始播种、修渠灌田，发展农业。为祈祷丰收，苯教的信徒们在收割前，绕转田地，求神赐福。后来逐渐演变成内容丰富的、群众性的祈福和娱乐的节日。

## 望果节的举行
望果节举行的日子，当地僧俗早早来到比较开阔的空地，空地中央插有挂着青棵穗和豌豆株旗帜的树枝，树旁堆起火桑台。到了当日上午10点左右，音乐四起。参加活动的队伍整齐地排列好。由一名德高望重的喇嘛乘坐马上，指挥整个活动。他左手捧香壶，右手端盛有青稞酒的酒杯，口诵经文，将酒洒向三界。

有五名武士打扮的男子，分别手持火枪、刀、唢呐和小号，随着法号的奏鸣跳神，口中发出呐喊声。这时转田的队伍排成圆形绕火桑台三周，之后，随着跳神者的两声枪响，转田活动就正式开始了。
转田的队伍由壮年男子组成，身着武士服装，抬出当地的佛像，到各处田地巡游。转田回来后演变成赛马和射箭的竞技会。